# جان كريستوف روفير
جان كريستوف روفير (4 أغسطس 1974

 في مونبيلييه) (بالفرنسية: Jean-Christophe Rouvière)‏ لاعب كرة قدم فرنسي يلعب حاليا لصالح نادي الدرجة الوطنية نيم الفرنسي منذ 2005 في خط الوسط .
لعب روفير في أندية مونبيلييه (1993-1999) بوردو (1999-2000) تولوز (2000-2001) مونبيلييه مجددا (2001-2005) .
ساهم روفير في تتويج منتخب فرنسا ببطولة كأس العالم لكرة القدم العسكرية 1995 .

## روابط خارجية
- جان كريستوف روفير على موقع رابطة كرة القدم الفرنسية للمحترفين (الإنجليزية)
- جان كريستوف روفير على موقع قاعدة بيانات كرة القدم.إي يو (الإنجليزية)
- جان كريستوف روفير على موقع عالم كرة القدم.نت (الإنجليزية)